# Paseo del Prado, Mexiko
Paseo del Prado är en ort i Mexiko.   Den ligger i kommunen San Pedro Tlaquepaque och delstaten Jalisco, i den centrala delen av landet, 500 km väster om huvudstaden Mexico City. Paseo del Prado ligger 1 549 meter över havet och antalet invånare är 4 706.
Terrängen runt Paseo del Prado är platt åt sydost, men åt nordväst är den kuperad. Runt Paseo del Prado är det mycket tätbefolkat, med 6 472 invånare per kvadratkilometer. Närmaste större samhälle är Guadalajara, 11,4 km norr om Paseo del Prado. Trakten runt Paseo del Prado består till största delen av jordbruksmark.